# Parribacus antarcticus
Parribacus antarcticus е вид ракообразно от семейство Scyllaridae.

## Разпространение
Видът е разпространен в Американски Вирджински острови, Ангуила, Антигуа и Барбуда, Аруба, Барбадос, Бахамски острови, Белиз, Бермудски острови, Бонер, Бразилия (Алагоас, Еспирито Санто, Пернамбуко, Рио Гранди до Норти, Сеара и Фернандо ди Нороня), Британски Вирджински острови, Вануату, Виетнам, Гваделупа, Гренада, Доминика, Доминиканска република, Индонезия, Кайманови острови, Кирибати, Коморски острови, Коста Рика, Куба, Мавриций, Мадагаскар, Малайзия, Малдиви, Мартиника, Маршалови острови, Мозамбик, Монсерат, Никарагуа, Нова Каледония, Палау, Панама, Папуа Нова Гвинея, Пуерто Рико, Саба, Самоа, САЩ (Флорида и Хавайски острови), Свети Мартин, Сейнт Винсент и Гренадини, Сейнт Китс и Невис, Сейнт Лусия, Сен Бартелми, Сен Естатиус, Синт Мартен, Тайланд, Танзания, Тринидад и Тобаго, Тувалу, Търкс и Кайкос, Филипини, Френска Полинезия, Хаити, Хондурас, Шри Ланка, Южна Африка и Ямайка.